# Liste der Monuments historiques in Boult-sur-Suippe
Die Liste der Monuments historiques in Boult-sur-Suippe führt die Monuments historiques in der französischen Gemeinde Boult-sur-Suippe auf.

## Liste der Immobilien
| Bezeichnung      | Beschreibung            | Standort               | Kennzeichnung | Schutzstatus | Datum | Bild           |
| ---------------- | ----------------------- | ---------------------- | ------------- | ------------ | ----- | -------------- |
| Kirche Ste-Croix | aus dem 12. Jahrhundert | Rue de l’Église (Lage) | PA00078595    | Classé       | 1920  | weitere Bilder |

## Liste der Objekte
| Bezeichnung                  | Beschreibung           | Standort                       | Kennzeichnung | Schutzstatus | Datum | Bild |
| ---------------------------- | ---------------------- | ------------------------------ | ------------- | ------------ | ----- | ---- |
| Skulptur Madonna             | Stein, bezeichnet 1537 | in der Kirche Ste-Croix (Lage) | PM51000102    | Classé       | 1908  |      |
| Skulptur Johannes Evangelist | Stein, 16. Jahrhundert | in der Kirche Ste-Croix (Lage) | PM51000103    | Classé       | 1908  |      |